# ボアズケレ
ボアズケレ（トルコ語: Boğazkere）は赤ワイン用のブドウ品種である。アナトリア半島東部のディヤルバクルもしくはエラズーが原産だと考えられており、栽培地もアナトリア半島東部のディヤルバクルが中心である。
暑く乾燥している気候と、水はけのいい痩せた石灰質の粘土土壌が栽培に適している。耐病性がよいほか、耐寒性にも優れており、夜間の気温が低くなる高地も栽培に適している。皮の厚い果実は小さく、酸度と糖度の高さが特徴である。トルコにおける栽培面積は2010年時点で1486ヘクタールである。
タンニン含有量の多さが特徴の品種であり、「Boğazkere」は「のどを焼く」という意味である。ボアズケレ単体では渋みが強いワインとなるため、フレッシュな酸味を持つオキュズギョズとブレンドすることでほどよいタンニンと爽やかな酸味を併せ持ったワインとなる。両品種をブレンドしたワインはトルコでは定番品である。また、オーク樽での熟成に適している。